# Dieter Beilig
Dieter Beilig, né le 5 septembre 1941 à Berlin et abattu le 2 octobre 1971 à Berlin-Est, est un ouvrier et activiste anti-RDA ouest-allemand. Remarqué dans les années 1960 pour ses actes de protestation parfois solitaires contre la RDA et le Mur de Berlin, il franchit le Mur et entre illégalement à Berlin-Est en 1971. Arrêté par les gardes frontaliers est-allemands, il est abattu lorsqu'il tente de fuir.

## Jeunesse
Son père, soldat allemand, est mort sur le front soviétique durant la Seconde Guerre mondiale, en 1943. Enfant unique, il est élevé par sa mère seule, dans ce qui devient le secteur américain de Berlin-Ouest après la Guerre, durant l'occupation de Berlin par les puissances alliées. Lorsque sa mère se re-marie, et que son beau-père s'installe avec sa fille dans le très petit appartement familial, les relations sont conflictuelles. Garçon à la santé fragile, il est placé par sa mère dans un centre pour jeunes au caractère difficile, où sont principalement hébergés de jeunes délinquants. Il commence un apprentissage pour devenir boulanger, mais sombre dans l'alcool, et arrête son apprentissage. Il travaille finalement comme ouvrier non-qualifié dans une imprimerie,.

## Militantisme
Jeune homme, il entreprend plusieurs actes de protestation contre l'existence de la RDA et la division de Berlin, parfois en solitaire. Il plante des croix dans les espaces publics pour commémorer les victimes du Mur. Il placarde des affiches. La presse commence à s'intéresser à lui. En juillet 1962 il est arrêté par la police de Berlin-Ouest pour avoir jeté des fumigènes à l'est, par-dessus le Mur. Il est condamné à trois semaines de réclusion pour détention illégale d'explosifs. En août, il organise une manifestation contre le Mur et pour commémorer la mort de Peter Fechter, transfuge abattu par les gardes est-allemands un an plus tôt. Marchant en tête de ce rassemblement de plusieurs milliers de personnes, il porte une grande croix de bois, qu'il dépose devant le Mur, là où Fechter est mort. En marge de la manifestation, il s'entretient avec le maire, Willy Brandt. Sa photographie apparaît dans plusieurs journaux,.
En avril 1964, pour des raisons jamais élucidées, il se présente au poste frontalier pour entrer à Berlin-Est, et déclare vouloir entrer en contact avec la Stasi, la police de sécurité de l'État est-allemand. Il est placé en détention par les autorités de l'est, interrogé, puis inculpé pour « propagande séditieuse » et pour « actes de violence séditieux », en raison de ses actes de militantisme à l'ouest. En décembre, il est jugé coupable et condamné à douze ans de prison. Il est incarcéré à la prison de Brandebourg, à l'instar d'autres prisonniers politiques. Il s'avère être un prisonnier difficile, résistant aux ordres de gardes, et tentant au moins une fois de s'évader. En septembre 1966, à la demande du gouvernement ouest-allemand (et contre paiement par les autorités de l'ouest), sa peine est commuée en quatre ans de prison avec sursis ; il est libéré et renvoyé à l'ouest. Il cesse son militantisme durant quelques années,.

## Traversée du Mur, et décès

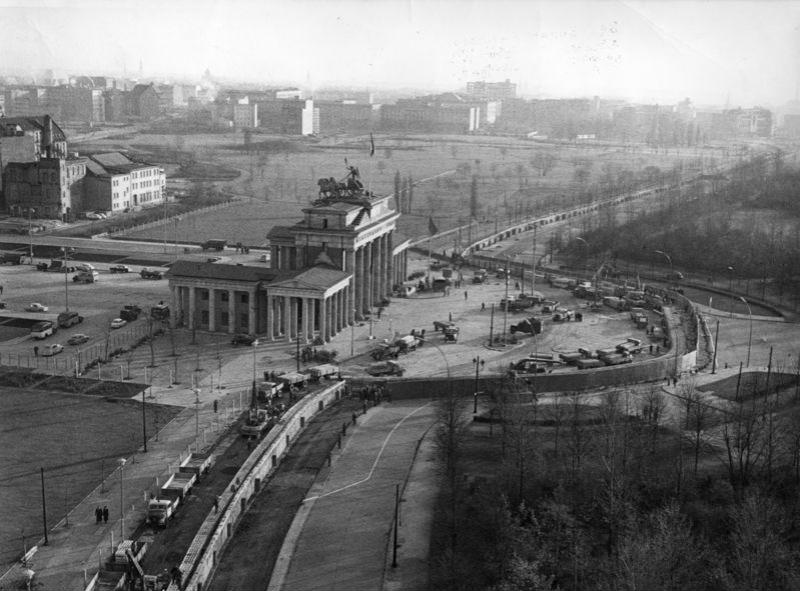
L'emplacement du Mur de Berlin relatif à la porte de Brandebourg en 1971.

Le 2 octobre 1971, il escalade le Mur de Berlin depuis l'ouest, au niveau de la porte de Brandebourg, et court le long du Mur. La police de Berlin-Ouest lui ordonne de redescendre. Il saute du côté-est, en s'écriant : « Liberté pour l'Allemagne, Willy est le plus grand ! ». Il est arrêté par les gardes est-allemands. La procédure pour ce type d'incident était de placer brièvement l'intrus en détention, l'interroger puis le renvoyer à l'ouest. Dieter Beilig est donc emmené à un centre de commandement de la police frontalière sur Pariser Platz. En chemin, il échappe à ses gardes, et est re-capturé. Emmené à l'intérieur du bâtiment, il est contraint de s'assoir en présence de deux gardes. Il se lève, et tente de se jeter par la fenêtre. Il est abattu d'une balle dans le torse, et meurt dans l'ambulance qui l'emmène à l'hôpital,.
Son cadavre est incinéré. Les autorités refusent de répondre aux questions des autorités de l'ouest quant à son sort. Sa mère meurt en 1988 sans jamais savoir si son fils est vivant ou non. Après la dissolution de la RDA en 1990, les autorités de l'Allemagne réunifiée apprennent sa mort, et ouvrent une enquête. Le garde qui l'a abattu est déjà mort à cette date, et ne peut donc être jugé. Trois anciens membres de la Stasi sont inculpés pour complicité, accusés d'avoir couvert sa mort, mais sont acquittés, faute de preuves suffisantes quant à leur implication. Le lieu où reposent les cendres de Dieter Beilig demeure inconnu.